# Gilisztaevő jégmadár
A gilisztaevő jégmadár (Clytoceyx rex) a madarak (Aves) osztályának szalakótaalakúak (Coraciiformes) rendjéhez, ezen belül a jégmadárfélék (Alcedinidae) családjához tartozó Clytoceyx nem egyetlen faja.

## Előfordulása
Indonézia és Pápua Új-Guinea területén honos. Természetes élőhelye a szubtrópusi és trópusi erdők.

## Megjelenése
Testhossza 33 cm.

## Külső hivatkozások
- Képek interneten a fajról